# Spiralhornbienen
Die Spiralhornbienen (Systropha) sind eine Gattung der Bienen innerhalb der Familie der Halictidae. Die Gattung ist auf die Alte Welt beschränkt, weltweit sind ca. 25 Arten beschrieben, in Europa treten vier Arten auf, in Mitteleuropa sind es zwei. Dort ist die Gattung durch Lebensraumzerstörung gefährdet.

## Merkmale
Die Bienen sind 8 bis 11 Millimeter lang. Ihr Körper ist schwarz gefärbt, helle Haarbinden am Hinterleib fehlen. Der Kopf ist in Relation zum Halsschild und zum kurz behaarten Hinterleib sehr klein. Die Weibchen kann man anhand ihrer charakteristischen Haarbüschel an den Seiten des Hinterleibs erkennen. Der Pollen wird aber mit der gesamten, speziell dafür vorgesehenen Behaarung des Hinterleibs transportiert, wodurch der Hinterleib der Weibchen komplett mit Pollen bedeckt wird. Mit den Haarbürsten an den Hinterschenkeln und -schienen wird im Vergleich dazu nur wenig Pollen transportiert. Die Fühler der Weibchen sind keulenförmig verdickt. Die letzten fünf Fühlerglieder der Männchen sind hingegen dreieckig abgeknickt, wodurch die Gattung ihren deutschen Namen bekommen hat. Ihr Hinterleib ist zudem auffällig profiliert. Die Artbestimmung innerhalb der Gattung ist jedoch schwer; die beiden mitteleuropäischen Arten können im Feld anhand ihres Aussehens nicht voneinander unterschieden werden.

## Lebensweise
Die Tiere fliegen in Mitteleuropa in einer Generation pro Jahr von Juli bis August. Die Weibchen graben ihre Nester im Boden an flachen bis geneigten, vegetationslosen bis schütter bewachsenen Stellen. Häufig findet man die Nester an sandigen Stellen, wo sie solitär, aber häufig in großen Aggregationen angelegt werden. Sie sind bis zu 50 Zentimeter tief und führen anfangs schräg, dann senkrecht in den Boden. Die fünf bis acht ovalen Zellen sind horizontal ausgerichtet und liegen einzeln am Ende von etwa ein Zentimeter langen, rechtwinkelig vom Hauptgang abzweigenden Seitengängen. Diese Gänge werden nach Verschluss der Zellen mit Aushub des Hauptganges verfüllt. Je Zelle wird ein Ei an einer orangen, leicht feuchten Pollenkugel abgelegt. Die Verpuppung der Larven erfolgt in einem braunen Kokon, der aus zwei Schichten aufgebaut ist, die durch ein dünnes lockeres Gespinst getrennt sind. Die Puppe überwintert.
Die beiden mitteleuropäischen Arten sammeln Pollen oligolektisch an Winden (Convolvulus), vor allem an der Acker-Winde (Convolvulus arvensis). Die Weibchen fliegen die Blüten im Sturzflug an, um darin nur kurz zu verweilen. Männchen patrouillieren an Winden auf der Suche nach Weibchen. Die Imagines übernachten in den Blüten der Winden oder beißen sich mit den Mandibeln an Halmen fest.
Die zu den Kraftbienen gehörende Biastes brevicornis ist als Kuckucksbiene der Gattung bekannt.

## Arten (Europa)
- Systropha chrysura Perez, 1905
- Systropha curvicornis (Scopoli, 1770)
- Systropha grandimargo Perez, 1905
- Flachzahn-Spiralhornbiene (Systropha planidens) Giraud, 1861

## Belege